# کنوانسیون کار دریایی
کنوانسیون کار دریایی (MLC) یک کنوانسیون بین‌المللی است که توسط سازمان بین‌المللی کار (ILO) و در سال ۲۰۰۶ تصویب شد. هدف از این کنوانسیون ایجاد استانداردها و قوانین برای کار دریانوردان و به منظور ایجاد رضایت در بالاترین سطح برای آنان است. با در نظر گرفتن این موضوع که با اعطاء ماهیت جهانی به صنعت کشتیرانی، دریانوردان نیازمند حمایت ویژه‌ای هستند. ماده ۹۴ کنوانسیون سازمان ملل متحد در خصوص حقوق دریاها مصوب ۱۹۸۲ میلادی وظایف و تعهدات دولت صاحب پرچم را از جمله در خصوص شرایط کار، موضوعات مربوط به خدمه و امور اجتماعی در کشتی‌هایی که حامل پرچم کشور می‌باشند تعیین نموده‌است. در این کنوانسیون حداقل نیازها برای ورود دریانوردان به کشتی، شرایط استخدام، محل زیست خدمه، تسهیلات رفاهی، غذا و تدارکات، خدمات اجتماعی، مراقبت بهداشتی، حفاظت بهداشتی معین شده‌است. در این کنوانسیون همچنین در مورد شرایط پذیرش و اجرا این کنوانسیون بحث می‌شود.

## مقدمه کنوانسیون
حمل و نقل دریایی از زمان‌های دور زمینه ساز رشد و توسعه تمدن‌ها بوده و موجب گسترش افق دید بشر گردیده است. سال‌ها پیش، از ۶۰۰۰ سال قبل از میلاد مسیح، مصریان دارای کشتی‌هایی با دکل و بادبان بودند و همچنین از ۳۰۰۰ سال پیش از میلاد، کشتی‌هایی با نام گالی (GALLEYS) در رود نیل مورد استفاده قرار می‌گرفتند. در دوران حضرت سلیمان نبی (حدود ۹۶۱ تا ۹۲۲ قبل از میلاد)، کشتی‌های گالی فنیقی‌ها از قبرس، مصر، آفریقا و سرزمین‌های دیگر، مس، کاغذ مصری (پاپیروس)، دندان فیل (عاج فیل)، طلا و برده بارگیری می‌نمودند. در تمامی دوره‌های تاریخ ایران از زمان داریوش تاکنون، کشتیرانی و حمل و نقل دریایی، همواره یکی از محورهای عمده سیاسی، اقتصادی، اجتماعی و امنیتی کشور بوده‌است. هم‌اکنون نیز حمل و نقل دریایی شاهرگ اصلی کشور در صادرات و واردات کالاست و بدون شک، کوچکترین وقفه و کندی در آن، کشور ما را در تنگناهای فراوان قرار خواهد داد.[۱]
هر یک از صنایع برای ایجاد، تکمیل و توسعه سریع نیازمند سه عنصر اساسی هستند:
- نیروی انسانی
- تجهیزات ودستگاه‌ها
- کالا و مواد

ازمیان عوامل فوق «نیروی انسانی» مهم‌ترین سرمایه هر صنعت است که نحوه بکارگیری آن برای حصول حداکثر کارآئی و بهره‌وری از پیچیده‌ترین مشکلات موجود است. در واقع اگر بین اهداف فردی و سازمانی در صنعت تطابق وجود نداشته باشد نیروی انسانی به عامل بازدارنده تبدیل خواهد شد. بر این اساس لازم است با بکارگیری اصول علمی «برنامه‌ریزی نیروی انسانی» یا پرورش، رشد و توسعه منابع انسانی، نیروی انسانی موجود شناسائی و تجزیه و تحلیل شده و نهایتاً راهبردهای مناسب برای این موضوع اندیشیده شود.[۲]
صنعت کشتیرانی یکی از صنایع بسیار درآمدزا و مهم برای اقتصاد هر کشور است. همان‌طور که برای موفقیت یک صنعت، نیاز به نیروی انسانی است و لکن توجه به موضوع حقوق و تأمینات برای خدمه کشتی‌ها بسیار حائز اهمیت است. با توجه به ماهیت خاص صنعت کشتیرانی و دشواری‌های آن، کمتر کسی تن به این کار می‌دهد؛ لذا اگر تدابیری جهت ارتقاء آن اندیشیده شود، می‌تواند بسیار استغال زا باشد. از این رو سازمان جهانی کار برای ایجاد یک سری استانداردها و حقوق برای دریانوردان در سال ۲۰۰۶ و در نود و چهارمین نشست هیئت مدیره خود در ژنو کنوانسیون کار دریایی را تصویب کرد. این کنوانسیون به عنوان ستون چهارم قوانین بین‌المللی دریایی تلقی می‌شود.[۳] دیگر ستون‌های این قوانین؛ کنوانسیون بین‌المللی ایمنی جان اشخاص در دریا (SOLAS)مصوب سال ۱۹۷۴، مقاوله نامه جلوگیری از تصادم در دریا (COLREG) مصوب ۱۹۷۲ و مقاوله نامه بین‌المللی استانداردهای آموزش، صدور گواهینامه و نگهبانی دریانوردی (STCW) مصوب ۱۹۷۸ است.
عموماً کشتیرانی دریایی به حمل و نقل در دریا گفته می‌شود که با کشتی صورت گیرد. توجه خاص به کشتی به دلیل آن است که کشتی از ابعاد وسیع و قدرت کافی برای عملیات سخت دریانوردی برخوردار است و همین صفات است که به ظاهر آن را از سایر شناورهایی که در رودخانه‌ها یا کانال‌های کوچک فعالیت می‌کنند جدا می‌سازد. [۴]
مقاوله نامه ایمنی جان اشخاص در دریا نکات ایمنی برای ساخت کشتی‌ها و تجهیزات ایمنی و آتش‌نشانی و ماشین آلات برای مقابله با حوادث دریایی، مورد بحث قرار می‌دهد. عمل به مقررات آن می‌تواند ایمنی کشتی و جان اشخاص را که در کشتی‌ها کار می‌کنند حفظ نماید. مقاوله نامه جلوگیری از تصادم در دریا به منظور جلوگیری از تصادم کشتی‌ها در رابطه با استفاده از علائم ناوبری و به‌کارگیری چراغ‌های مختلف بر روی کشتی‌ها، مقرراتی در نظر گرفته شده‌است.
مقاوله نامه بین‌المللی استانداردهای آموزش، صدور گواهینامه و نگهبانی دریانوردی در سال ۱۹۷۸ با هدف یکسان‌سازی و معرفی یک الگوی واحد و جدید به عنوان حداقل استانداردهای آموزشی دریانوردان به تصویب رسید.
کنوانسیون کار دریایی در تاریخ ۲۰ اوت ۲۰۱۳ و یک سال پس از ثبت ۳۰ کشور که صاحب بیش از ۳۳ در صد تناژ ناخالص کشتی‌های جهان بودند، اجرا شد. تا نوامبر ۲۰۱۶، ۸۰ کشور که صاحب ۸۷ درصد از سهم کشتیرانی بین‌المللی بودند، به این کنوانسیون پیوسته‌اند.[۵]
در تعهدات کلی این کنوانسیون ذکر شده که هر عضوی این کنوانسیون را تصویب می‌نماید، می‌بایست اقداماتی به منظور تأمین تمامی حقوق دریانوردان برای اشتغال شایسته انجام دهد. همچنین اعضا باید برای تضمین اجرا و اعمال مؤثر این مقاوله نامه با یکدیگر همکاری کنند.
همان‌طور که در بخش مقدمه بیان شد، کنوانسیون کار دریایی برای هر یک از اعضا مسئولیت‌ها و وظایفی را در جهت بهبود وضعیت کار دریانوردان معین کرده‌است.
یکی از اولین سندهای قانونی که توسط سازمان بین‌المللی کار به تصویب رسید، توصیهٔ ملی در مورد ملوان‌ها در دریاها و در سال ۱۹۲۰ بود که حقوق و وظایف در این بخش را تعیین می‌کند. بعد از آن یک فعالیت گسترده قانونی در مورد دریانوردان آغاز شد و شامل بیش از ۶۸ کنوانسیون و توصیه در سازمان بین‌المللی کار می‌شود. این کنوانسیون‌ها در مورد خطرات طبیعی، فنی و اجتماعی در اشتغال دریایی، ضرورت پذیرش استانداردهای خاص برای دریانوردان را توضیح می‌دهند.[۶]
در اواخر ۱۹۹۰ بحث در میان دریانوردان و نمایندگان صاحبان کشتی و به منظور بهبود حقوق دریانوردان آغاز شد. این بحث‌ها با سوء تفاهم‌های متعدد و عدم صلاحیت در هر دو طرف مشخص شده‌است. زمینه توافق واقعاً دشوار بود.[۷]
کنوانسیون کار دریایی به عنوان یک دستاورد واقعی در سیاست نظارتی بین‌المللی به دلایل زیر محسوب می‌شود: اول از طریق آن، کنوانسیونکار دریایی ترکیبی از رویکرد قانون سخت و قانون نرم در یک وسیله قانونی واحد است. قانون نرم مجموعه تعهدات و پیمانهایی است که توسط طرفین مذاکره‌کننده ایجاد شده‌است و قانوناً الزام‌آور نیست. قانون سخت مجموعه قواعد و قوانین الزام آور، قانونی و مشروع هستند. در حقوق بین‌الملل حقوق سخت شامل پیمانهایی است که به‌طور خودکار قابلیت اعمال و اجرا دارند یا توافقات بین‌المللی هستند که به حقوق منسوب به عرف (عرفی) شناخته می‌شوند. دوم، از منظر تصویب این پیمان، کنوانسیون کار دریایی یک توافقنامه بین‌المللی برجسته است؛ زیرا استانداردهای کار را برای یک کل صنعت دریایی تعیین می‌کند؛ نه تنها برای دولت‌ها بلکه از برای شرکای دولتی در صنعت کشتیرانی. [۸]
کنوانسیون کار دریایی۲۰۰۶ مقررات یکپارچه را برای به دست آوردن شرایط زندگی بهتر و شرایط کار در دریاها تنظیم شده‌است. ایجاد این حداقل مقررات، و تأثیر آن‌ها برآورده نخواهد شد، به صلاحیت بخش‌های دریایی منصفانه کمک خواهد کرد. بدون تردید، یکی از جنبه‌های مهم کنوانسیون، در ایجاد سازوکار مناسب برای کنترل این قوانین مؤثر است. کنترل این کشورهای پرچم دار قوانین را اعمال می‌کنند، بازرسی‌های مربوط به کشتی‌های مربوطه را انجام می‌دهند و گواه بر اجرای آنچه که در کنوانسیون آمده‌است، یک گام مهمی در راستای بهبود شرایط کار است. به‌طور موازی، کنترل‌های انجام شده توسط حاکمیت دولت‌های بندر، برای تضمین این شرایط کاری ضروری است.

## مسئولیت‌ها و وظایف کشورها
همان‌طور که در بخش چکیده بیان شد، هر عضوی که کنوانسیون کار دریایی را تصویب می‌نماید، متعهد می‌گردد که حقوق و اصول مندرج در مقررات احترام بگذارد. علاوه بر این، عضو باید توجه مقتضی را نسبت به انجام مسئولیت‌های خود مبذول نماید.
در اصول و حقوق بنیادین بیان می‌شود که هر عضو باید خود را متقاعد نماید که مفاد قوانین و مقررات آن کشور با توجه به سیاق این کنوانسیون مد نظر قرار دهد. این حقوق بنیادین شامل؛ آزادی همکاری و شناسایی مؤثر حق مذاکرات جمعی، حذف تمامی اشکال کار اجباری و بیگاری، لغو مؤثر کار کودک، حذف تبعیض در اشتغال و حرفه است.
در این کنوانسیون و در بخش استخدام دریانوردان و حقوق اجتماعی آن‌ها این بحث می‌شود که هر دریانوردی این حق را دارد تا در محیطی ایمن و مصون کار کند که از استانداردهای ایمنی پیروی می‌نماید. علاوه بر آن هر دریانوردی حق برخورداری از شرایط عادلانه اشتغال، شرایط زندگی و کار شایسته بر روی کشتی را دارد. همچنین هر دریانوردی حق برخورداری از حمایت بهداشتی، مراقبت بهداشتی، مراقبت درمانی، تدابیر رفاهی و دیگر اشکال حمایت اجتماعی است. در بحث استخدام دریانوردان و حقوق اجتماعی آنها، هر عضو این کنوانسیون باید تضمین نماید که در حیطه صلاحیت آن، حقوق اجتماعی و اشتغال دریانوردان مندرج در بندهای بالای این موضوع، طبق الزامات این مقاوله نامه را کاملاً به مرحله اجراء گذاشته می‌شود. جز در صورتی که به گونه دیگری در این مقاوله نامه، مققر شده باشد چنین اجرائی می‌تواند از طریق قوانین یا مقررات ملی، توافق‌های مذاکرات جمعی حاکم یا از طریق اقدامات دیگر یا در عمل، محقق نشود.
در مرود اعمال و اجراء مسئولیت‌های اعضا، هر عضو باید قوانین یا مقررات یا تدابیر دیگری را که به منظور ایفاء تعهدات خود، به موجب این مقاوله نامه در ارتباط با کشتی‌ها و دریانوردان در حوزه صلاحیت خود، تصویب کرده‌است، اعمال و اجراء نماید. همچنین هر عضو باید از طریق ایجاد نظامی برای تضمین رعایت الزامات این مقاوله نام، این جمله بازرسی‌های منظم، ارائه گزارش، نظارت و دیگر اقدامات قانونی به موجب قوانین حاکم، به گونه‌ای مؤثر صلاحیت و کنترل خود را بر روی کشتی‌های که حامل پرچم ان کشور هستند، اعمال نماید. هر عضو باید تضمین نماید که کشتی‌های حامل پرچم آن کشور، دارای گواهینامه کار دریایی، ان گونه که این مقاوله نامه مقرر کرده‌است، هستند. هر کشتی که این مقاوله نامه در مورد آن قابل اجرا است، ممکن است طبق حقوق بین‌الملل توسط عضوی به غیر از دولت صاحب پرچم هنگامی که کشتی مذکور در یکی از بنادر آن کشور قرار دارد، به منظور تعیین مطابقت آن کشتی با الزامات این مقاوله نامه، مورد بررسی قرار گیرد. هر عضو باید به گونه‌ای مؤثر صلاحیت و کنترل خود را بر روی خدمات کاریابی و استخدام دریانوردان، در صورتی که در قلمرو آن کشور قرار داشته باشند. در این قسمت همچنین، هر عضو باید از موارد نقض الزامات این مقاوله نامه جلوگیری نماید و طبق حقوق بین‌الملل مجازات‌هایی را تعیین نماید، با به موجب قوانین خود اقداماتی اصلاحی را مقرر نماید که برای ممانعت از چنین موارد نقضی مناسب است. هر عضو باید مسئولیت‌های خود به موجب این مقاوله نامه را به نحوی انجام دهد که تضمین نماید که کشتی‌های حامل پرچم کشورهایی که این مقاوله نامه را تصویب نکرده‌اند نسبت به کشتی‌های حامل پرچم کشورهایی که آن را تصویب کرده‌اند، رفتار مناسب تری را دریافت نخواهند کرد.
در موضوع مشورت با سازمان‌های دریانوردان و مالکین کشتی، این کنوانسیون بنا می‌دارد که هر گونه کاهش، معافیت یا اعمال انعطاف‌پذیر این مقاوله نامه که برای آنها، این مقاوله نامه مشاوره با سازمان‌های دریانوردان و مالکین کشتی را مقرر می‌دارد، می‌تواند در صورت فقدان سازمان‌های نماینده دریانوردان و مالکین کشتی در داخل یک کشور، تنها از طریق مشاوره، عضو مذکور با کارگروه موضوع ماده (۱۳) این مقاوله نامه مورد تصمیم‌گیری قرار گیرد.
در بحث لازم الأجرا شدن و در ماده (۸) این مقاوله نامه مقرر می‌شود که اسناد تصویب رسمی این مقاوله نامه باید به مدیرکل دفتر بین‌المللی کار برای ثبت ارسال شود و این مقاوله نامه فقط برای آن دسته از اعضاء سازمان بین‌المللی کار الزام‌آور است که اسناد تصویب آن‌ها توسط مدیرکل دفتر بین‌المللی کار به ثبت رسیده باشد. این مقاوله نامه ۱۲ ماه پس از تاریخ ثبت تصویب حداقل ۳۰عضو که جمعاً ۳۳ درصد از سهم ظرفیت ناخالص جهانی کشتی‌ها را دراختیار دارند، لازم الأجرا خواهد شد. این مقاوله نامه پس از آن برای هر عضو، ۱۲ ماه پس از تاریخی که تصویب آن عضو به ثبت می‌رسد، لازم الأجرا خواهد شد.
در ماده (۹)کنوانسیون که مربوط به انصراف است، مقرر می‌شود عضوی که این مقاوله نامه را تصویب کرده، می‌تواند پس از انقضا ۱۰ سال از تاریخی که مقاوله برای نخستین بار لازم الأجرا می‌شود، از طریق ارسال سندی به عنوان مدیر کل دفتر بین‌المللی کار برای ثبت، از عضویت در آن انصراف دهد، این انصراف، یک سال پس از تاریخ ثبت آن نافذ خواهد شد. همچنین هر عضوی که ظرف یکسال پس از تاریخ انقضاء دوره ۱۰ ساله موضوع بند (۱) این ماده، حق انصراف پیش‌بینی شده در این ماده را اعمال نماید برای یک دوره ۱۰ ساله دیگر ملزم به اجراء آن خواهد شد و پس از آن می‌تواند در پایان هر دوره جدید ۱۰ ساله به موجب شرایط پیش‌بینی شده در این ماده از عضویت در این مقاوله نامه انصراف دهد.
در ماده (۱۰) این کنوانسیون، تأثیر لازم الأجرا شدن آمده‌است در واقع این مقاوله نامه ۳۹ مقاوله نامه را مورد تجدیدنظر قرار می‌دهد که ذکر آن‌ها در اینجا خارج از بحث ما است.
مدیرکل دفتر بین‌المللی کار شرح کاملی از کلیه موارد تصویب، پذیرش و انصراف ثبت شده به موجب این مقاوله نامه را برای ثبت طبق ماده (۱۰۲) منشور ملل متحد به دبیرکل سازمان ملل متحد ارسال خواهد کرد.
در ماده (۱۳) بیان می‌شود که هیئت مدیره دفتر بین‌المللی کار از طریق تأسیس کارگروهی که دارای صلاحیت ویژه‌ای در حوزه استانداردهای‌های کار دریایی است، کارکرد این مقاوله را تحت بازنگری مستمر قرار خواهد داد. برای موضوعات مورد حکم در این مقاوله نامه کارگروه باید متشکل از دو نماینده منتخب از جانب دولت هر عضوی که این مقاوله را تصویب کرده‌است و نمایندگان دریانوردان و مالکین کشتی باشد که پس از مشورت کمیسیون مشترک دریایی، به وسیله هیئت مدیره دفتر بین‌المللی کار منصوب خواهد شد. نمایندگان دولت اعضایی که هنوز این مقاوله را تصویب نکرده‌اند می‌توانند در کارگروه حضور داشته باشند، ولی حق دادن رأی را در هیچ‌یک از موضوعات مورد حکم در این مقاوله نامه نخواهند داشت. هیئت مدیره می‌تواند از سازمان‌ها یا نهادهای دیگر برای در کارگروه به عنوان ناظر، دعوت به عمل آورد. آراء هر نماینده دریانوردان و مالکین کشتی در کارگروه باید به گونه‌ای مورد محاسبه قرار گیرد که تضمین نماید قدرت رأی هر یک از دو گروه دریانوردان و گروه مالکین کشتی، برابر با نصف کل تعداد دولت‌های حاضر در جلسه مربوط است که دارای حق رأی می‌باشند.
ماده (۱۴) در مورد اصلاح این مقاوله نامه مقرر می‌دارد که اصلاحیه‌های مربوط به هر یک از مفاد مقاوله نامه می‌تواند از طریق فراهمایی (کنفرانس) عمومی سازمان بین‌المللی کار، در چهارچوب ماده (۱۹) اساسنامه سازمان بین‌المللی کار و قواعد و تشریفات سازمان برای تصویب مقاوله نامه‌ها مورد تصویب قرار گیرد. اصلاحیه‌های مجموع قوانین نیز می‌تواند طبق ماده (۱۵) این مقاوله نامه تصویب شود.

## نتیجه‌گیری
کنوانسیون کار دریایی یا MLC مخفف Maritime Labor Convention است که در سال ۲۰۰۶ توسط سازمان بین‌المللی کار به تصویب رسید و هدف آن ایجاد استانداردها برای ارتقاء زندگی و حقوق کار دریانوردان است. این کنوانسیون از ستون‌های اصلی قوانین بین‌المللی دریایی است و ستون چهارم آن‌ها به حساب می‌آید. اگر کنوانسیون بین‌المللی کار دریایی در کشورهایی که سهم خوبی در کشتیرانی دارند، به قانون تبدیل شود ارتقای ایمنی و حقوق دریانوردان را در پی خواهد داشت.
به موجب کنوانسیون کار دریایی کشتی‌های تحت پرچم کشورهای غیرعضو کنوانسیون پس از لازم‌الاجرا شدن این مقاوله‌نامه در زمینه انطباق با خواسته‌های آن به هیچ‌وجه از سوی بازرسان بندری کشورهای عضو ملاحظات مطلوب و مساعدی فراتر از کشتی‌های کشورهای عضو دریافت نخواهند کرد. با این تفاصیل و به عبارت ساده‌تر عدم الحاق به کنوانسیون از سوی برخی کشورها کشتی‌های تحت پرچم این دولت‌ها از انطباق با آن مستثنی نخواهد بود. در چنین شرایطی بدیهی است که الزامات و خواسته‌های کنوانسیون کار دریایی بیش از آنکه مورد توجه و دقت نظر از سوی دولت‌ها قرار گیرد، مورد توجه و علاقه دست‌اندرکاران صنعت دریایی اعم از مالکین شرکت‌های کشتیرانی و اتحادیه‌های دریانوردان قرار گرفته‌است.
کنوانسیون کار دریایی که در سال ۲۰۰۶ به تصویب سازمان بین‌المللی کار رسید پس از سه سال که از تصویب آن می‌گذرد، در آستانه لازم‌الاجرا شدن قرار گرفته‌است. پس از الحاق لیبریا به این کنوانسیون در هفتم ژوئن ۲۰۰۶ به عنوان اولین کشور، سه کشور دیگر ثبت آزاد کشتیها(FOGs) یعنی باهاماس، جزایر مارشال و پاناما نیز در سال‌های ۲۰۰۷ تا ۲۰۰۹ به آن ملحق شده‌اند و در آخرین تحول مهم در این زمینه نروژ به عنوان اولین کشور اروپایی در دهم فوریه امسال رسماً به کنوانسیون کار دریایی ملحق شد.
اعلام الحاق نروژ به کنوانسیون کار دریایی طبعاً پیش‌درآمد اعلام الحاق سایر دول اتحادیه اروپا به مقاوله‌نامه مذکور خواهد بود. براساس ماده هشتم کنوانسیون کار دریایی، این مقاوله‌نامه دوازده ماه پس از الحاق حداقل ۳۰ کشور که ۳۳٪ تناژ جهانی را در اختیار دارند، لازم‌الاجرا خواهد شد.
در اصول و حقوق بنیادین بیان شد که هر عضو باید خود را متقاعد نماید که مفاد قوانین و مقررات آن کشور با توجه به سیاق این کنوانسیون مد نظر قرار دهد. این حقوق بنیادین شامل؛ آزادی همکاری و شناسایی مؤثر حق مذاکرات جمعی، حذف تمامی اشکال کار اجباری و بیگاری، لغو مؤثر کار کودک، حذف تبعیض در اشتغال و حرفه است.